# Julio César García Mezones
Julio César García Mezones (Piura, Perú, 16 de junio de 1981) es un exfutbolista peruano. Jugaba de mediocampista.
El 1 de febrero de 2013 sufrió un accidente automovilístico en Piura, su ciudad natal. Asimismo, es considerado uno de los máximos ídolos del club Cienciano del Cusco, debido a los títulos obtenidos con el cuadro imperial y a la cantidad de años que jugó en dicho equipo.

## Selección nacional
Gracias a sus buenas actuaciones con Cienciano, fue convocado a la Selección de fútbol del Perú en los años 2003, 2004, 2005 y 2007. Su debut se produjo el 16 de noviembre de 2003 en el encuentro ante Brasil, válido por la fecha 3 de las Eliminatorias Alemania 2006. Formó parte de las Eliminatorias rumbo a los mundiales Alemania 2006 y Sudáfrica 2010.

## Clubes
| Club                  | País          | Año           | Partidos | Goles |
| --------------------- | ------------- | ------------- | -------- | ----- |
| Juan Aurich           | Perú          | 1999          | 6        | 0     |
| Alianza Lima          | Perú          | 2000          | 7        | 0     |
| Unión Minas           | Perú          | 2001          | 11       | 1     |
| Cienciano             | Perú          | 2002-2004     | 66       | 9     |
| Monarcas Morelia      | México        | 2004-2005     | 31       | 2     |
| Cienciano             | Perú          | 2005-2008     | 127      | 14    |
| AEL Limassol          | Chipre        | 2008          | 9        | 0     |
| Enosis Neon Paralimni | Chipre        | 2009          | 10       | 1     |
| Cienciano             | Perú          | 2009-2012     | 81       | 11    |
| Total carrera         | Total carrera | Total carrera | 348      | 38    |

## Palmarés

### Campeonatos nacionales
| Título          | Club      | País | Año  |
| --------------- | --------- | ---- | ---- |
| Torneo Clausura | Cienciano | Perú | 2006 |

### Copas internacionales
| Título            | Club      | País | Año  |
| ----------------- | --------- | ---- | ---- |
| Copa Sudamericana | Cienciano | Perú | 2003 |